# Long Thanh International Airport
|  | Denne artikel beskriver en fremtidig begivenhed Denne artikel eller sektion handler om planlagt eller forventet fremtidig begivenhed. Der kan forekomme spekulativ information, og indholdet kan ændres dramatisk når begivenheden nærmer sig og mere information bliver tilgængelig. |

Long Thanh International Airport (Vietnamesisk: Sân bay Quốc tế Long Thành) er en lufthavn under konstruktion ved Dong Nai i Vietnam. Lufthavnen ligger 40 km nordøst for Ho Chi Minh-byen og forventes at kunne åbnes i år 2026.
Lufthavnen vil få 4 landingsbaner (4000 m x 60 m), og vil kunne håndtere 100 million passagerer årligt. Anlægsudgiften andrager 8 milliarder amerikanske dollar.